# Přeštice
Přeštice (pronunție în cehă [ˈpr̝̊ɛʃcɪtsɛ]; în germană Prestitz) este o comună și un oraș din districtul Plzeň-Sud din regiunea Plzeň din Cehia. Are o populație de aproximativ 6.800 de locuitori.
Principalul obiectiv turistic al orașului Přeštice este Biserica Adormirea Maicii Domnului, construită în stil baroc în 1750–1775.

## Diviziuni administrative
Přeštice este format din patru diviziuni administrative (în paranteze populația conform recensământului din 2021):
- Přeštice (5,818)
- Skočice (408)
- Zastávka (132)
- Žerovice (233)

## Geografie
Přeštice se află la aproximativ 18 kilometri (11 mi) sud de Plzeň. Se află la granița dintre înălțimile Svihov și Plasy. Cel mai înalt punct al comunei este dealul Střížov aflat la 522 metri (1.713 ft) deasupra nivelului mării. Râul Úhlava curge prin oraș.

## Istorie
Prima mențiune scrisă despre Přeštice apare într-un act al regelui Ottokar al II-lea din anul 1226, când a fost denumit ca un sat de piață. În 1239, satul a fost cumpărat de mănăstirea din Kladruby. În timpul Războaielor Husite (1419–1434), Přeštice a fost cumpărat de familia Švihovský z Rýzmberk (Riesenberg), care l-a deținut timp de două secole.
La începutul secolului al XIX-lea, Přeštice a fost grav afectat de un mare incendiu, dar și-a revenit. Construcția drumului de la Plzeň la Klatovy, care a început să fie construit în 1809, a dus la dezvoltarea orașului. Noua primărie a fost construită în 1832. În 1874 a fost dată în funcțiune calea ferată Plzeň–Klatovy.
Până în 1918, orașul a făcut parte din Austro-Ungaria, în districtul cu același nume, unul dintre cele 94 de Bezirkshauptmannschaften din Boemia.

## Transporturi
Drumul I/27 (secțiunea de la Plzeň la Klatovy, parte a drumului european E53) trece prin oraș.
Přeštice este situat pe linia de cale ferată Praga – Klatovy via Plzeň.

## Obiective turistice
Principalul obiectiv turistic al orașului Přeštice este Biserica Adormirea Maicii Domnului. A fost construită în stil baroc în perioada 1750–1775 și a fost proiectată de Kilian Ignaz Dientzenhofer.

## Persoane notabile
- Jakub Jan Ryba⁠(d) (1765–1815), compozitor
- Josef Hlávka (1831–1908), arhitect și filantrop
- Milena Jelinek⁠(d) (1935–2020), scenarist și dramaturg ceho-american[12][13]

## Orașe înfrățite
Přeštice este înfrățit cu:
- Chadron⁠(d), Statele Unite ale Americii
- Krško, Slovenia
- Nittenau, Germania